# Залив Кука
Зали́в Ку́ка (англ. Cook Inlet) или Кенайский залив — залив Тихого океана, у южных берегов Аляски. Получил своё название в честь Джеймса Кука, который исследовал его в 1778 году. Отделяет Кенайский полуостров от материка.

## Этимология
Кенайским русские колонисты называли залив из-за проживавшего там племени кенайцев (так русские называли племя танаина), заимствовав название «кинают» из языка алутиик). Это единственное племя, проживающее на побережье вокруг залива Кука.

## Описание
Длина 370 км, ширина 18—111 км, глубина 22—78 м. Берега в южной части залива высокие, скалистые, сильно изрезаны, в северной низкие. Приливы полусуточные, их величина до 12 м. Сильное приливное течение скоростью до 15,5 км/ч. В глубине распадается на два рукава: Тернагейн и Ник-Арм. В залив впадают реки: Суситна, Матануска, Касилоф и Кник, Кэмпбелл-Крик.
В вершине залива находится порт Анкоридж, самый населённый город Аляски.